# Gråvingad fnittertrast
Gråvingad fnittertrast (Trochalopteron variegatum) är en asiatisk tätting i familjen fnittertrastar som förekommer i Himalaya.

## Utseende och läten
Gråvingad fnittertrast är en relativt stor (24-26 cm) oliv- och beigefärgad fnittertrast med svarta fläckar på gråaktiga vingar. På huvudet syns rostfärgad panna, mörk ögonmask, svart strupe, grå hjässa och vitaktig på nedre delen av ansiktet. Stjärten är mörkgrå med vit spets och ett brett ljusare grått subterminalt band. Undergumpen är rostfärgad. Fågeln är ljudlig och låter höra olika visslande och gnisslande läten.

## Utbredning och systematik
Gråvingad fnittertrast delas in i tre underarter med följande utbredning:
- Trochalopteron variegatum nuristani – nordöstra Afghanistan
- Trochalopteron variegatum simile – norra och nordöstra Pakistan österut till norra Indien (norra Himachal Pradesh)
- Trochalopteron variegatum variegatum – norra Indien (södra Himachal Pradesh österut till Uttarakhand), östcentrala Nepal och intilliggande södra Kina (sydligaste Tibet)

### Släktestillhörighet
Tidigare inkluderas arterna i Trochalopteron i Garrulax, men genetiska studier har visat att de är närmare släkt med exempelvis prakttimalior (Liocichla) och sångtimalior (Leiothrix).

## Levnadssätt
Gråvingad fnittertrast hittas i öppen skog med gran och björk eller ek med täta rhododendron- och bambusnår, på mellan 1800 och 4200 meters höjd. Under häckningstid ses den i par, men under resten av året i sällskap med upp till 20 individer. Den födosöker bland buskar nära marken, ibland i lägre delar av träd, på jakt efter insekter, frukt och bär. Fågeln häckar mellan april och augusti. Den är i stort sett stannfågel, men rör sig till lägre regioner vid hårt vinterväder.

## Status och hot
Arten har ett stort utbredningsområde och en stor population, men tros minska i antal till följd av fragmentering och habitatförstörelse, dock inte tillräckligt kraftigt för att den ska betraktas som hotad. Internationella naturvårdsunionen IUCN kategoriserar därför arten som livskraftig (LC). Världspopulationen har inte uppskattats men den beskrivs som vanlig.